# Uzungwa-vöröskolobusz
Az Uzungwa-vöröskolobusz (Piliocolobus gordonorum) a cerkóffélék családjába tartozó, Tanzániában honos majomfaj.

## Megjelenése
Az Uzungwa-vöröskolobusz hímjeinek testhossza 46–70 cm közötti, a nőstényeké 47–62 cm; ehhez járul még 45–80 cm közötti farkuk. A hímek súlya 9–13 kg, a nőstényeké 7–9 kg között lehet. Bundája fekete vagy sötétszürke, de hasa, végtagjai belső oldala, nyaka és pofaszakálla fehér-halványszürke. A hát alsó részén és a farkon esetleg vöröses elszíneződés is megfigyelhető. Az állat legfeltűnőbb tulajdonsága, hogy feje tetején élénk vörösbarna üstököt visel. A szemek fölött a homlokon egy keskeny fekete szőrsáv választja el az arcot és a vörös hajkoronát. Csupasz arca fekete, kivéve egy halványrózsaszín foltot az orrvégén és a felső ajkán. Hosszú farka felül fekete vagy tompa sárgásfekete, alul fehér. A többi kolobuszhoz hasonlóan hüvelykujja csonkká redukálódott, többi ujja azonban hosszú és erős, könnyedén el tudja kapni vele a faágakat. Az ovuláló nőstény nemi szervének környéke kb. 10x10 cm-es területen rózsaszínné válik és megduzzad.

## Elterjedése
Csak Tanzániában honos, egy kb. 5000 km²-es területen és azon belül is több, egymástól elszigetelt populációra bomlik. A legtöbb vöröskolobusz az Uzungwa-hegység Nemzeti Parkban és néhány környező védett erdőben található 250-2200 méter közötti magasságban.
Erdei állat, de elsődleges és másodlagos esőerdőben, köderdőben, mocsarakban, galériaerdőkben egyaránt előfordulhat.

## Életmódja
Nappal aktív. Elsősorban levelekkel táplálkozik, de virágok, gyümölcsök, gombák is szerepelnek az étrendjén. Időnként földet (vagy a fákra települt termeszbolyokat) is eszik, talán így segíti az emésztését.
Nagy, 7-83 (átlagosan 24) állatból álló csoportokban él, amelyekben több hím és nőstény is megtalálható. A hímek általában abban a csoportban maradnak ahol születtek, míg a nőstények gyakran máshová költöznek. A hímek csak ritkán agresszívak egymással. Élelemhiány esetén a nagy csoportok több kisebb részre válnak szét, amelyek külön keresnek táplálékot. Egy nap általában 200-600 métert tesznek meg élelem után kutatva.
Az Uzungwa-vöröskolobuszra a koronás sas és a csimpánzok vadásznak. Ha ellenséget pillant meg az állat vészkiáltással figyelmezteti társait: a kiáltás más a levegőből vagy a földről érkező veszély esetén. 

### Szaporodása
Szaporodása kevéssé ismert. A hímek kb. négy és fél évesen, a nőstények négyévesen lesznek ivarérettek. A kölyköknek kizárólag a nőstények viselik gondját. A kismajmok életük első három hónapját anyjuk hasának szőrébe kapaszkodva töltik.  

## Környezetvédelmi helyzete
Az Uzungwa-vöröskolobusz a Természetvédelmi Világszövetség Vörös listáján veszélyeztetett státusszal szerepel. Elterjedési területe kicsi és azon belül is erősen fragmentált. Legnagyobb populációja kb. 2000 egyedet számlál és a faj teljes létszáma feltehetőleg nem haladja meg a 10 ezret. Elterjedési területének fele az Uzungwa-hegység Nemzeti Parkra esik, vagyis többé-kevésbé védett; de a többi magánkézben van vagy csak elméletileg védett erdőre esik és sorsa bizonytalan. Elsősorban az erdőirtás és a vadászat fenyegeti. A faj megtalálható a washingtoni egyezmény (CITES) II. mellékletében, vagyis kereskedelme korlátozott.